# Geolycosa ituricola
Geolycosa ituricola là một loài nhện trong họ Lycosidae.
Loài này thuộc chi Geolycosa. Geolycosa ituricola được Embrik Strand miêu tả năm 1913.